# 기타우와군

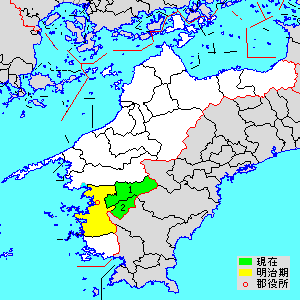
에히메현 기타우와군의 위치

기타우와군(일본어: 北宇和郡, きたうわぐん)은 일본 에히메현의 군이다.
인구 12,108명, 면적 340.33km², 인구밀도 35.6명/km².(2025년 3월 1일, 추계인구)
이하 2정으로 구성된다.
- 기호쿠정(鬼北町)
- 마쓰노정(松野町)

## 역사
- 2005년 1월 1일 - 히로미 정, 히요시 촌이 합병해 기호쿠 정이 되었다.
- 2005년 8월 1일 - 요시다 정, 미마 정, 쓰시마 정이 우와지마 시와 합병해 우와지마시가 성립, 군에서 이탈하였다.